# We're All in the Same Gang
"We're All in the Same Gang" é um single do supergrupo West Coast Rap All-Stars, formado por artistas da West Coast hip hop. O single foi lançado com o intuito de ser um hino contra a violência. A canção foi produzida por Dr. Dre, e foi indicada ao Grammy Awards na categoria "Melhor performance de rap por dupla ou grupo"

## Participantes
- King Tee
- Body & Soul
- Def Jef
- Michel'le
- Tone-Loc
- Above the Law
- Ice-T
- Dr. Dre, MC Ren e Eazy-E do N.W.A
- J.J. Fad
- Young MC
- Digital Underground
- Oaktown's 3.5.7
- MC Hammer

## Desempenho nas paradas
| Paradas (1990)                               | Melhor posição |
| -------------------------------------------- | -------------- |
| Estados Unidos (Billboard Hot 100)           | 35             |
| Estados Unidos (Billboard R&B/Hip-Hop Songs) | 10             |
| Estados Unidos (Billboard Rap Songs)         | 1              |

## Certificações
| País                  | Certificação | Vendas certificadas |
| --------------------- | ------------ | ------------------- |
| Estados Unidos (RIAA) | Ouro         | 500,000             |